# Le drame de Shanghaï
Le drame de Shanghaï (deutsch „Das Drama von Schanghai“) ist ein französisches Filmdrama von G. W. Pabst aus dem Jahre 1938 mit der Österreicherin Christl Mardayn in ihrer einzigen fremdsprachigen Kinoproduktion.

## Handlung
Im zerrissenen China der 1930er Jahre setzen viele ihre Hoffnung auf den Nationalisten Tscheng, dem man, um das Land zu einigen, viel zutraut. Die russische Emigrantin Blonski mit dem Künstlernamen Kay Murphy singt derweil in einem Nachtclub in Schanghai. Alles, wovon sie träumt, ist ein friedliches Leben mit Töchterchen Vera. Doch dieser Wunsch ist ihr nicht vergönnt, denn ihr früherer Liebhaber Ivan, wie sie ein Exilrusse, hat sie gezwungen, für eine kriminelle Organisation namens „Die schwarze Schlange“ zu arbeiten. Mit Kays Hilfe plant man, eben jenen Tscheng zu ermorden. Vera ist zu diesem Zeitpunkt in einem Internat in Hongkong untergebracht und weiß nichts von Mutterns düsterem Vorleben. Ivan, der zugleich auch Veras Vater ist, kehrt ein weiteres Mal nach Schanghai zurück, um seiner Ex Kay die Daumenschrauben anzudrehen und sie zur Mitarbeit zu zwingen. Als das Attentat scheitert, schreitet der französische Journalist André Franchon ein und nimmt die gleichfalls bedrohte Vera unter seine Fittiche. Die will ihrer bedrängten Mutter unbedingt beistehen.

## Produktionsnotizen
Le Drame de Shanghaï wurde am 25. Oktober 1938 uraufgeführt. In Deutschland wurde der Film nie gezeigt.
Die Filmbauten schufen Andrej Andrejew und Guy de Gastyne, die Kostüme entwarf Georges Annenkov. Mark Sorkin assistierte Regisseur Pabst. Die Kameraführung hatte Henri Alekan.
Aus unerfindlichen Gründen wurde Christl Mardayn im Vorspann „Christiane Mardayn“ genannt.